# Fédération française sports pour tous
La Fédération Française Sports pour Tous (anciennement Fédération Française EPMM Sports pour Tous) est une fédération multisports sous forme d'association loi de 1901, qui privilégie le loisir. Elle met à la disposition de tous les publics et de toutes les tranches d’âge un choix d’activités physiques et sportives adaptées (sports collectifs, différents types de gymnastiques, multiples formes de danses, activités en plein air…).
Avec plus de 150 000 licenciés pratiquants et de près de 2 200 associations sportives affiliées dans toute la France, la Fédération Française Sports pour Tous fait partie des fédérations sportives multisports. Elle est agréée par le ministère de la Jeunesse et des Sports ainsi que par le ministère du Travail. Elle a obtenu la reconnaissance d'utilité publique en 1973.

## Genèse
Au lendemain de la Seconde Guerre mondiale, des fonctionnaires Jeunesse et Sports chargés de développer l’éducation physique, pour les jeunes de 14-21 ans en centres d’apprentissage ou en activité professionnelle, décident de se regrouper. À l’occasion d’un stage de formation qui les réunit à l’Institut National du Sport, en mars 1953, ils constituent l’Amicale des Anciens Stagiaires Animateurs des Activités Physiques de la Jeunesse Ouvrière et Rurale. Plus communément appelée « l’Amicale », elle a pour objet de les aider dans leur tâche, de leur permettre de se perfectionner, d’échanger sur leurs pratiques de terrain et de mutualiser leurs expériences. Les responsables de l’Amicale interviennent dans le monde rural auprès des apprentis notamment. Puis, leurs activités s’étendent au monde industriel. Ils développent par exemple des exercices de levage, de portage ou de travail en hauteur plus spécifiquement pour les jeunes en activité professionnelle et directement en lien avec le métier exercé. L’Amicale encadre également des activités de pleine nature et des activités athlétiques pour les garçons comme pour les filles.
En mars 1962, afin d’élargir ses actions et de mieux se structurer, l’Amicale décide d’évoluer. Elle devient alors l’Association Nationale « Entraînement Physique et Monde Moderne » (EPMM) et veut « promouvoir l’entraînement physique ». Près de cinq décennies plus tard, ces quatre lettres marquent toujours l’intitulé de celle qui lui succédera : la Fédération Française EPMM Sports pour Tous.
Le 17 octobre 1967, l’Association Nationale « Entraînement Physique et Monde Moderne » devient la Fédération Française pour l’Entraînement Physique dans le monde Moderne. Sur fond de consolidation et d’ouverture, une véritable continuité s’opère entre ces deux entités. Les objectifs poursuivis restent identiques : « promouvoir l’entraînement physique et sportif dans tous les secteurs de la vie moderne » et « grouper tous ceux qui militent en ce sens ». En 1967, la Fédération compte 55 000 membres pratiquants, plus de 20 associations départementales et 1 520 animateurs.
En 2014, la Fédération change de nom et de logo. Elle devient la Fédération Française Sports pour Tous.

## La Fédération
Fondée en 1967, reconnue d'utilité publique en 1973, la Fédération Française Sports pour Tous a pour objet de promouvoir les activités physiques et sportives de détente et de loisir à tous les âges et dans tous les milieux. Ses 150 000 licenciés, 2 300 clubs et 5 200 animateurs sportifs formés, considèrent ces activités physiques comme un élément important de l'éducation, de la culture, de la santé publique, de l'intégration et de la participation à la vie sociale.
La Fédération propose près de 150 activités physiques et sportives différentes. La pratique est essentiellement de loisir autour de la convivialité, de l'expertise et de la solidarité. Le Club est au cœur du projet fédéral car il fait vivre le lien social, promeut les valeurs fédérales et œuvre au développement des activités.

### Les activités physiques et sportives
Les licenciés peuvent pratiquer des activités variées telles que la gym tonic, le Qi Gong, le Pilates, la marche nordique, l'aquagym... Les animateurs de la Fédération adaptent les pratiques aux capacités, besoins et envies de chacun.
Les activités sont classées selon 6 catégories : aquatiques, gymniques d'entretien et d'expression, pleine nature, arts énergétiques, jeux sportifs et jeux d'opposition.

## Identité

### Logos

Logo jusqu'en 2014.
Logo depuis 2014.